# Aanslag op Leopold II van België
De mislukte aanslag op Leopold II van België vond plaats in Brussel op 15 november 1902 rond kwart over 12 's middags  en werd gepleegd door Gennaro Rubino, een Italiaanse anarchist.

## Aanslag
Op 15 november 1902, op Koningsdag, vond een aanslag plaats op de persoon van koning Leopold II van België.
Koning Leopold II en leden van de koninklijke familie reden door Brussel nadat ze eerder in de Kathedraal van Sint-Michiel en Sint-Goedele het Te Deum hadden bijgewoond. Deze viering werd georganiseerd ter gelegenheid van Koningsdag, alsook ter herinnering aan de twee koninginnen die België tot dan toe had gekend: Louise Marie van Orléans en Marie Henriëtte van Oostenrijk, die slechts twee maanden eerder, op 19 september 1902, in Spa was overleden.
Gennaro Granito Pignatelli di Belmonte, de Belgische nuntius op dat moment, woonde de plechtigheid bij, alsook alle ministers van de toenmalige regering-De Smet de Naeyer II en de ministers van Staat Jules Vandenpeereboom, Auguste Beernaert, Joseph Devolder, Pierre Tack, Charles Woeste, Jules Le Jeune en Charles Graux. Tevens waren afvaardigingen van de Kamer van volksvertegenwoordigers, de Senaat, het Hof van Cassatie, het Brusselse hof van beroep en het Militair Gerechtshof en enkele officieren van de Brusselse burgerwacht aanwezig, alsook Auguste Vergote (gouverneur van Brabant), Emile De Mot (burgemeester van Brussel) en het voltallige Brusselse schepencollege.
Om 11 uur betraden koning Leopold II, zijn broer Filips van België en zijn schoonzus Maria van Hohenzollern-Sigmaringen, diens zoon, de latere koning Albert I, zijn echtgenote Elisabeth en Leopolds dochter Clementine van België de kathedraal.

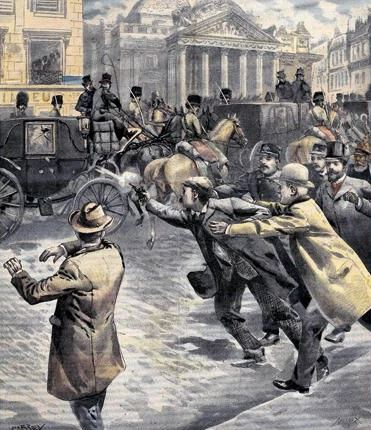
Weergave van de mislukte moordpoging op koning Leopold II van België op de voorpagina van Le Petit Parisien. De aanslag gebeurde echter in de Koningstraat en niet op het Beursplein, zoals weergegeven op de afbeelding. De verbrijzelde ruit, het vuren op het derde rijtuig en het onmiddellijk overmeesteren van de dader door omstaanders zijn wel correct weergegeven.

Na de plechtigheid vertrok het koninklijk gezelschap in rijtuigen naar het Koninklijk Paleis van Brussel, over de Treurenberg en de Koningsstraat. Deze koninklijke escorte had veel volk op de been gebracht in de straten van Brussel. De dader, Gennaro Rubino, wachtte de koninklijke escorte op in de Koningsstraat. Rond 12u15 opende hij het vuur op de escorte en riep hij "Leve de anarchie". Daarbij raakte hij het derde rijtuig, waarin zich twee medewerkers van de koning bevonden. Het ging om John D'Oultremont, de grootmaarschalk van de koning, en generaal Maximilien Strauch, een vertrouwenspersoon van de koning. Voornamelijk D'Oultremont zou op een haar na aan de dood ontsnapt zijn. Een van de schoten verbrijzelde een ruit van het rijtuig. Koning Leopold II bevond zich in het eerste rijtuig van de escorte en bleef ongedeerd. Ook de overige aanwezige leden van de koninklijke familie bleven ongedeerd.
Rubino werd al snel overmeesterd door omstaanders en gevat door de rijkswacht, die moeite had om te voorkomen dat de dader niet publiekelijk door de omstaanders zou worden gelyncht. De dader werd tijdelijk in de nabije Banque de Bruxelles vastgehouden, waarbij hij enkele woorden mompelde en werd gefouilleerd. Hierbij bleek dat hij een Italiaans paspoort op zak had, alsook een geladen revolver, de sleutel van zijn kamer en enkele muntstukken. Toen hij uit het bankkantoor werd weggevoerd, jouwde een menigte hem uit. Ter Dood! werd er geroepen.

Koning Leopold II was het doelwit van de aanslag, maar wist ongedeerd te ontkomen.

In dezelfde periode vonden meerdere aanslagen plaats op presidenten en op leden van Europese koninklijke families. In 1858 pleegde Felice Orsini een bomaanslag op Napoleon III in Parijs. In 1881 kwam tsaar Alexander II van Rusland om het leven door een bomaanslag. Eveneens in 1881, op 2 juli, vond een aanslag plaats op James Garfield, de president van de Verenigde Staten, in een treinstation in Washington D.C. Hij werd tweemaal beschoten door Charles J. Guiteau. Garfield zou enkele maanden later overlijden aan zijn verwondingen. De Franse president Marie François Sadi Carnot werd op 15 juni 1894 met een dolksteek om het leven gebracht in Lyon door Sante Geronimo Caserio. De Oostenrijkse keizerin Elisabeth, ook bekend als keizerin Sisi, werd op 10 september 1898 vermoord in Genève door Luigi Lucheni. De Italiaanse koning Umberto I werd op 29 juli 1900 vermoord door Gaetano Bresci. In de laatste drie gevallen waren de moordenaars eveneens telkens Italiaanse anarchisten. Amerikaans president William McKinley werd op 14 september 1901 doodgeschoten in Buffalo door de Poolse anarchist Leon Czolgosz. Op 1 februari 1908 vond de Koningsmoord van Lissabon plaats, waarbij koning Karel I van Portugal en zijn zoon kroonprins Lodewijk Filips om het leven kwamen en zijn opvolger, de latere koning  Emanuel II gewond geraakte. Koning George I van Griekenland werd op 18 maart 1913 in Thessaloníki doodgeschoten door de geesteszieke Alexandros Schinas. Een jaar later, op 28 juni 1914, vond de moord op Frans Ferdinand van Oostenrijk en Sophie Chotek plaats, een gebeurtenis die de aanleiding zou gaan uitmaken van de Eerste Wereldoorlog. Gavrilo Princip was hun moordenaar.

## Onderzoek

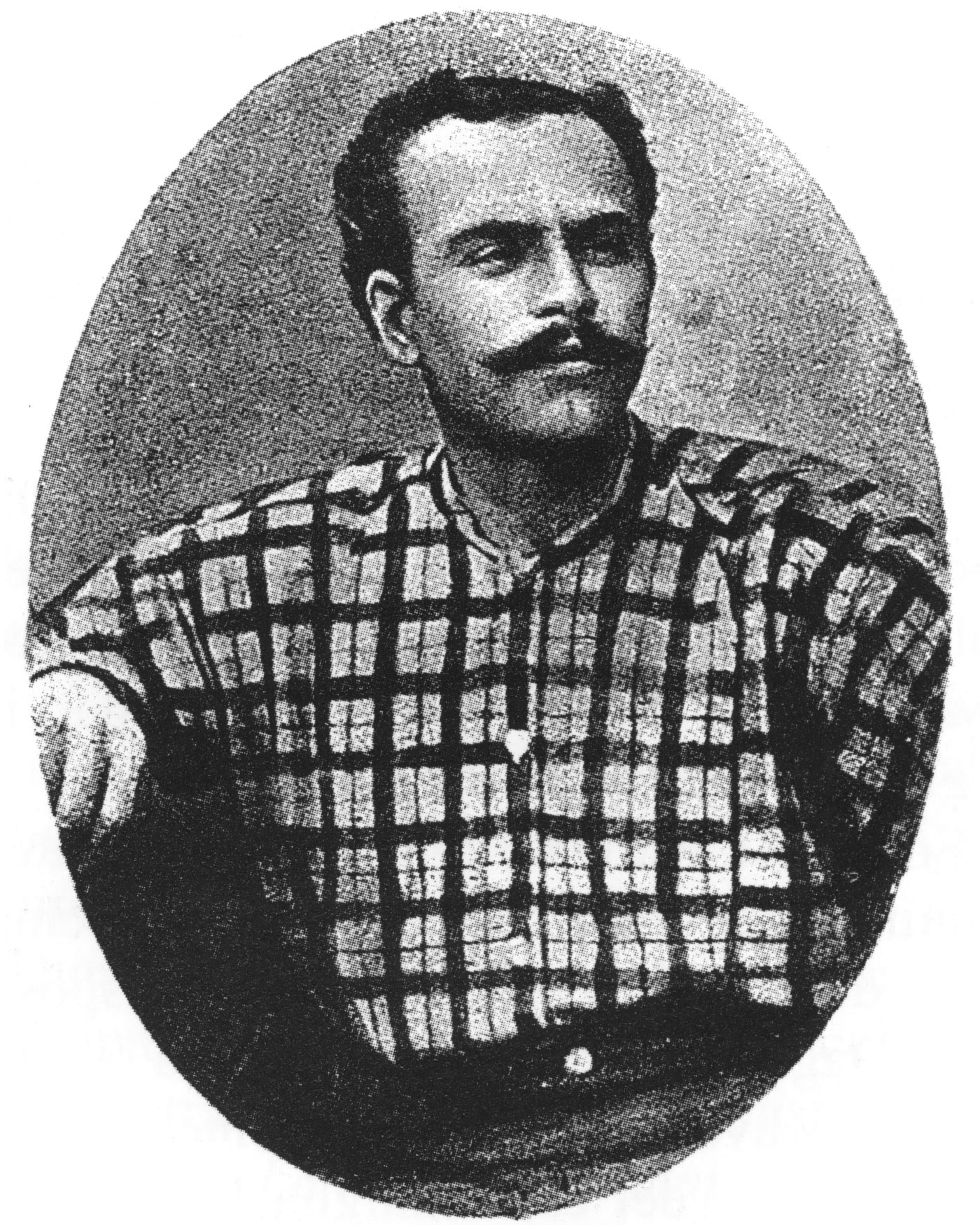
Gennaro Rubino in 1894.

De dader van deze aanslag was de Italiaanse anarchist Gennaro Rubino. Onmiddellijk na de aanslag werd hij ondervraagd door procureur-generaal Willemaers en procureur des Konings Nagels. Aan hen verklaarde hij dat hij in oktober 1902 van Londen naar Brussel was gereisd om koning Leopold of prins Albert te komen vermoorden. Tevens verklaarde hij dat hij postkaarten had gekocht met portretten van beide, om zich een goed beeld te vormen van zijn doelwitten. Tijdens zijn verblijf in Brussel logeerde hij in de Beenhouwerstraat, op nummer 21, boven een winkel van verlichtingsapparatuur. Bij een huiszoeking op dit adres trof men oude kledij aan, alsook een doos met 44 kogels van het kaliber 12. De kogels zaten in een doos van 50 stuks. De zes overige kogels zaten in het wapen dat werd gebruikt bij de aanslag. Dit wapen was een Britse bulldog-revolver. In het gewoel dat ontstond bij het overmeesteren van Rubino was dit wapen zoekgeraakt. Later werd het alsnog binnengebracht op het commissariaat.
Rubino beweerde alleen te hebben gehandeld en geen medeplichtigen te hebben gehad. Aan de ondervragers deelde hij tevens mede dat hij in de dagen voor de aanslag het Justitiepaleis van Brussel had bezocht, wetende dat hij er later zou worden berecht. Hij verklaarde niets persoonlijks tegen koning Leopold te hebben. Hij zei niet Leopold II te willen treffen, maar wel de Koning als zijnde een deel van de Staat. Rubino verklaarde slechts spijt te hebben van het mislukken van zijn moordpoging.
Tijdens zijn ondervraging zou Rubino een cynische toon hebben aangeslagen en zou hij meermaals in lachbuien zijn uitgebarsten.
Op 17 november 1902 werd Rubino onder bewaking van twee rijkswachters overgebracht naar het Justitiepaleis van Brussel, waar hij werd gemeten en gefotografeerd. Op dezelfde dag vond een reconstructie plaats van de aanslag, ter hoogte van de Banque de Bruxelles. Hierbij waren grootmaarschalk John D'Oultremont en generaal Maximilien Strauch, die werden beschoten, aanwezig. Nadien trokken de onderzoekers naar het Koninklijk Paleis, om er de koetsier en twee lakeien te ondervragen.
In december 1902 begaf procureur des Konings Nagels zich naar Londen om daar onderzoeksdaden te stellen.

## Proces
Artikel 101 van het Belgische Strafwetboek (Sw.) luidde in die tijd als volgt:
De aanslag op het leven of op de persoon van de Koning wordt gestraft met de dood.
De aanslag op de persoon van de Koning wordt gestraft met levenslange dwangarbeid, indien hij geen schending van zijn vrijheid ten gevolge heeft en hem noch bloedstorting, noch verwonding, noch ziekte veroorzaakt.
Rubino verscheen in januari en februari 1903 voor het hof van assisen van Brabant. Émile Royer en Charles Gheude waren zijn advocaten. Het proces begon op 26 januari, maar werd onmiddellijk verdaagd omdat de vrouw van Rubino net was overleden. Het proces hervatte op 7 februari en lokte een grote menigte naar het Justitiepaleis. Enkel de 14 getuigen, de advocaten en journalisten werden tot de zittingszaal toegelaten. Tijdens het proces bleek dat Rubino reeds eerder strafrechtelijk was veroordeeld. In 1893 werd hij immers in Milaan veroordeeld tot een gevangenis van vier jaar en twee maanden wegens valsheid in geschrifte. Nog in hetzelfde jaar liep hij een nieuwe veroordeling op wegens slagen en verwondingen. In de Italiaanse gevangenis zou hij zijn anarchistische ideeën hebben opgedaan. De jury diende haar beslissing over de schuldvraag uit te stellen, nadat een van de gezworenen onwel was geworden en er geen reserve-juryleden waren aangeduid. Een wetsdokter verklaarde dat het betrokken jurylid was geveld door jicht. Hierop werd de zitting voor een tweede maal verdaagd.
Het hof van assisen bevond Rubino schuldig aan het misdrijf van de aanslag op de persoon van de koning, waarvoor hij werd veroordeeld tot levenslange dwangarbeid, zoals art. 101, tweede lid Sw. dat voorschreef.
Rubino stierf in gevangenschap op 14 maart 1918. Hij stierf in de Centrale gevangenis van Leuven aan de gevolgen van de Spaanse griep en krankzinnigheid.